# La Marque
La Marque – miasto w Stanach Zjednoczonych, w stanie Teksas, w hrabstwie Galveston.

## Demografia
Według przeprowadzonego przez United States Census Bureau spisu powszechnego w 2010 miasto liczyło 14 509 mieszkańców, co oznacza wzrost o 6,0% w porównaniu do roku 2000. Natomiast skład etniczny w mieście wyglądał następująco: Biali 52,5%, Afroamerykanie 36,7%, Azjaci 0,7%, pozostali 10,1%. Kobiety stanowiły 51,9% populacji.